# Mataruge (Prijepolje)
Mataruge (em cirílico: Матаруге) é uma vila da Sérvia localizada no município de Prijepolje, pertencente ao distrito de Zlatibor. A sua população era de 130 habitantes segundo o censo de 2011.

## Demografia
| 1948 | 1953 | 1961 | 1971 | 1981 | 1991 | 2002 | 2011 |
| ---- | ---- | ---- | ---- | ---- | ---- | ---- | ---- |
| 414  | 443  | 495  | 463  | 420  | 199  | 164  | 130  |